# Eulalia speciosa
Eulalia speciosa là một loài thực vật có hoa trong họ Hòa thảo. Loài này được (Debeaux) Kuntze mô tả khoa học đầu tiên năm 1891.